# Elio Luxardo
Elio Luxardo (Sorocaba, 01 de agosto de 1908 - Milão, 27 de novembro de 1969) foi um fotógrafo.
Filho de imigrantes italianos que vieram ao Brasil no início de 1900. Como homem jovem mostra um grande interesse nas artes e, especialmente, para trabalhar como retocador de fotos de retratos feitos por outros autores, desenvolvendo uma intensa atividade esportiva, até no início dos anos 30, quando seu pai decidiu retornar à Itália para se estabelecer em Roma.
Atraídos pela atividade do fotógrafo, assim como também do mundo do cinema, ele decide fazer cursos de direção do Centro Experimental de Cinematografia, ao lado de trabalhar como fotógrafo e como um retratista de atores e diretores.
Em 1935 abre sempre em Roma, na Via del Tritone um estúdio onde retrata durante vários anos um grande número de personalidades do mundo do entretenimento, política, esportes.
Sempre aderente ao fascismo, com a chegada dos americanos em Roma, em 1944, deixa o estúdio nas mãos dos irmãos e mudou-se para o Norte, a República Social Italiana, entrando como voluntário nas fileiras da Marinha Nacional, da X MAS Flotilha, onde com grau de Tenente será responsável pelo serviço fotográfico.
Até o final da guerra é confinado em campo de prisão de Bresso e afora alguns meses mais tarde, com a ajuda de alguns colegas no Milão, consegue sair.
De volta a Roma, ele retomou a sua atividade como retratista, expandindo suas atividades com a abertura de um estúdio em Milão, onde morreu em 1969.